# Diecezja Dindigul
Diecezja Dindigul – diecezja rzymskokatolicka w Indiach. Została utworzona w 2003 z terenu archidiecezji Maduraj i  diecezji Tiruchirapalli.

## Ordynariusze
- Antony Pappusamy (2003-2014)
- Thomas Paulsamy (od 2016)